# Conus generalis
Conus generalis е вид охлюв от семейство Conidae. Възникнал е преди около 0,0117 млн. години по времето на периода кватернер. Видът не е застрашен от изчезване.

## Разпространение и местообитание
Разпространен е в Австралия (Ашмор и Картие, Западна Австралия, Коралови острови, Куинсланд и Северна територия), Американска Самоа, Бруней, Вануату, Виетнам, Гуам, Източен Тимор, Индия (Андхра Прадеш и Тамил Наду), Индонезия, Камбоджа, Кирибати, Китай (Гуандун, Джъдзян, Дзянсу и Фудзиен), Малайзия, Малдиви, Маршалови острови, Мианмар, Микронезия, Науру, Ниуе, Нова Каледония, Остров Рождество, Острови Кук, Палау, Папуа Нова Гвинея, Параселски острови, Провинции в КНР, Самоа, Северна Корея, Северни Мариански острови, Сингапур, Соломонови острови, Острови Спратли, Тайван, Тайланд, Токелау, Тонга, Тувалу, Уолис и Футуна, Фиджи, Филипини, Френска Полинезия, Южна Корея и Япония (Кюшу, Рюкю и Шикоку).
Обитава крайбрежията и пясъчните дъна на океани, морета и рифове. Среща се на дълбочина от 1 до 110 m, при температура на водата от 23 до 25,5 °C и соленост 34,7 – 35,4 ‰.